# The Heat (filme)
The Heat (bra: As Bem-Armadas; prt: Armadas e Perigosas) é um filme estadunidense de 2013, dos gêneros comédia de ação e policial, escrito por Katie Dippold e dirigido por Paul Feig.

## Enredo
Uma agente especial do FBI e uma policial de Boston precisam trabalhar juntas para prender um poderoso narcotraficante.

## Elenco

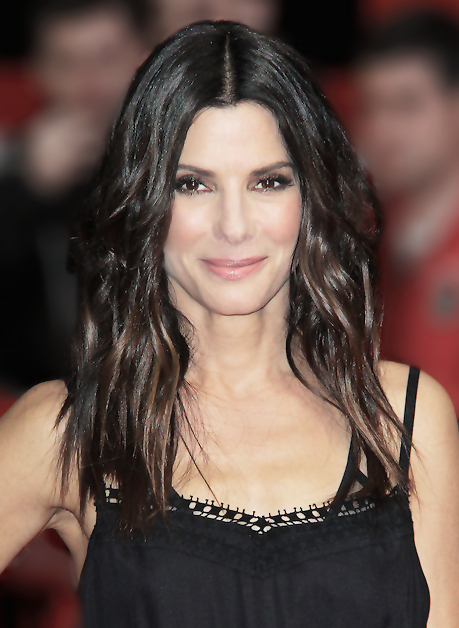
Sandra Bullock em Londres no Reino Unido para a divulgação do filme, em 13 de junho de 2013

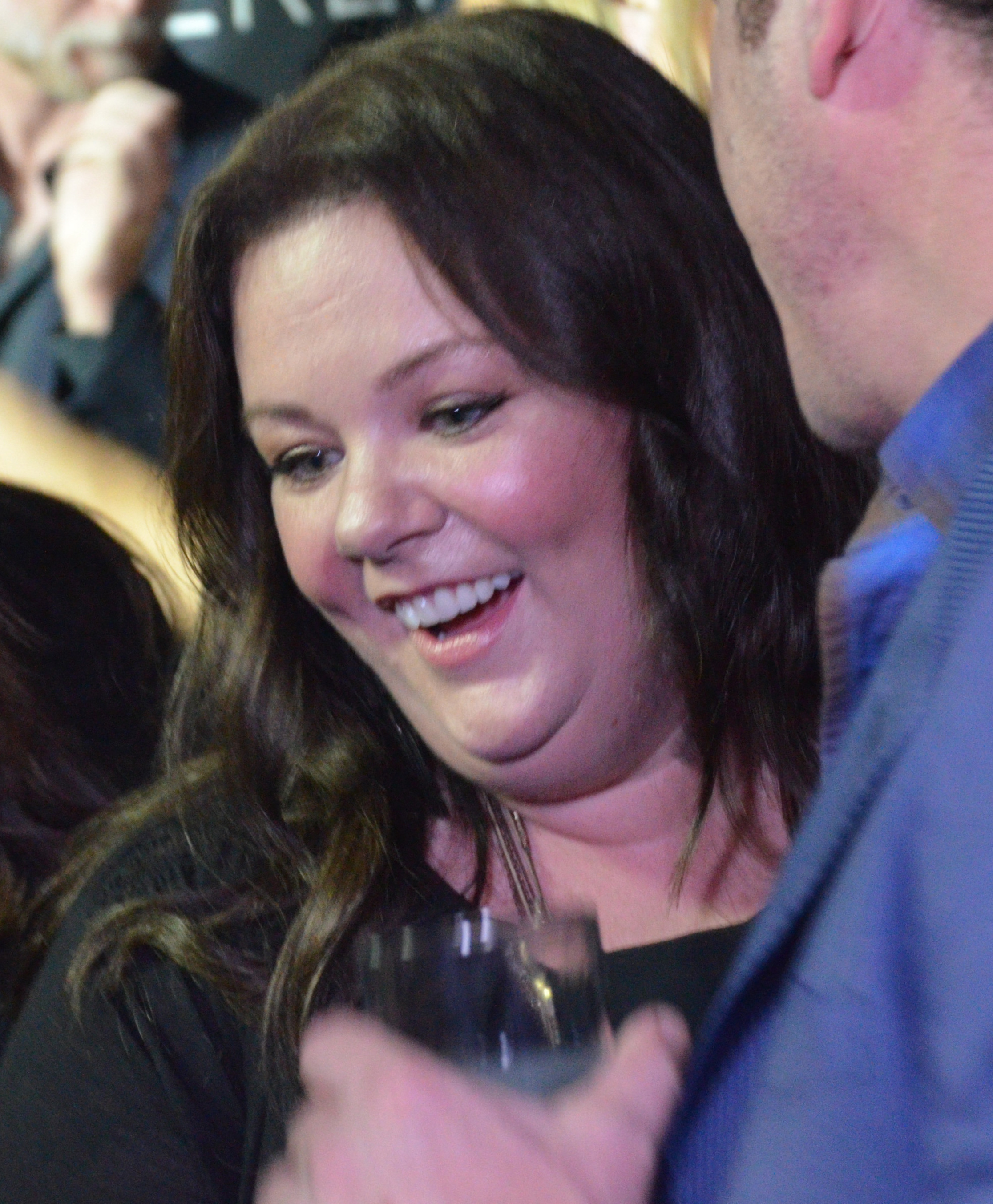
Melissa McCarthy intrepertou a Detetive Shannon Mullins

- Sandra Bullock como Agente Especial Sarah Ashburn,[4] FBI
- Melissa McCarthy como Detetive Shannon Mullins,[4] Departamento de Polícia de Boston
- Demián Bichir como Hale
- Marlon Wayans como Levy
- Michael Rapaport como Jason Mullins
- Jane Curtin como Sra. Mullins
- Dan Bakkedahl como Agente Especial Craig, DEA
- Taran Killam como Agente Especial Adam Larkin, DEA
- Michael McDonald como Julian
- Tom Wilson como Capitão Woods
- Tony Hale como The John
- Brandon Richardson como Derrick
- Nathan Corddry como Michael Mullins
- Kaitlin Olson como Tatiana
- Bill Burr como Mark Mullins
- Andy Buckley como Robin
- Lance Norris como Patrono desalinhado do bar
- Ben Falcone como Homem do colarinho azul
- Jamie Denbo como Beth
- Jessica Chaffin como Gina
- Steve Bannos como Wayne
- Raw Leiba como Capanga na fábrica de pintura
- Joey McIntyre como Peter Mullins
- Paul Feig como Doutor
- John Ross Bowie como Oficial do FBI

## Produção
The Heat é filme de estreia da roteirista Katie Dippold. Dippold escreveu o roteiro de especulação sobre de lado ao mesmo tempo cumprindo funções de escrever em Parks and Recreation e, finalmente, vendeu-a para o produtor Peter Chernin por 600,000 dólares, antes mesmo de ser apresentado a potenciais licitantes. Inspirada principalmente por exemplos como Running Scared (1986) e Máquina Mortífera (1987), Dippold propus a escrever um filme em que as ligações foram retratadas por mulheres. como Dippold explica: "[Em] Running Scared, eles vão para o Caribe e não há essa montagem deles em scooters, e há uma menina quente diferente na parte de trás de cada vez que corta de volta para o scooter. eu me senti assim, eu não quero ser a garota na parte de trás da scooter. quero ser a policial incrível a fazer essas coisas."
Apesar do sucesso de Bridesmaids (2011), os executivos do estúdio estavam ainda incertos de um filme de ação com um elenco feminino liderando. "Havia pessoas suspeitando dessa tentativa, que achava que as meninas não vai querer ver um filme de ação policial e vocês não vão querer ver duas garotas segurando as armas e nós cancelar nosso público potencial," disse o produtor Jenno Topping. "Mas nós realmente acreditavámos que, no final do dia, não seria sobre sexo tanto quanto seria sobre a entrega de uma comédia de ação corajosa, com um pouco de coração para isso."

"Eu não gosto de mulheres que agem como homens, então ele não está servindo a ninguém. É por isso que The Heat foi muito importante para mim. Porque eu não queria fazer uma comédia romântica. Mesmo Bridesmaids tinha os elementos românticos a ele com o relacionamento de Chris O'Dowd, que funcionou muito bem. O que eu gostei sobre este é que ele não tinha nada disso. É apenas duas mulheres profissionais no mercado de trabalho, que são grandes em seus postos de trabalho e que estão nesta aventura."

—Paul Feig, explicando o que o atraiu para o filme.
Em 19 de maio de 2012, o diretor Paul Feig e as atrizes Sandra Bullock e Melissa McCarthy assinaram contrato para o filme depois de anteriormente terem lutado para fechar o negócio, devido à programação e conflitos de pagamento. Nessa época, o filme foi chamado de The Untitled Female Buddy Cop Comedy.
A filmagem principal de The Heat começou no dia 5 de julho de 2012 na Dudley Square, em Boston, Massachusetts.

### Música
Em 10 de outubro de 2012, foi anunciado que o compositor Michael Andrews seria compor a trilha sonora de The Heat, tendo anteriormente feito Bridesmaids e Unaccompanied Minors (2006) de Feig. A trilha sonora contém músicas que aparecem no filme foi lançado em 25 de junho de 2013 pela Lakeshore Records. Destas canções, o álbum inclui uma nova faixa intitulada "Rock This", de Santigold. Descrevendo por que ele escolheu as canções que aparecem no filme, Feig disse: "Minha parte favorita do cinema é encontrar a música perfeita para complementar o que está acontecendo na tela. E eu queria The Heat para se sentir como uma festa. Que eu queria que o público se divertir. E desde que eu tenho que assistir a um filme centenas de vezes como eu estou fazendo isso, eu queria usar a música que eu não me canso de ouver. Cada música neste filme é uma canção em ilha deserta para mim. Nunca vou ficar doente deles".

## Lançamento e recepção
Embora originalmente destinado a ser lançado em 5 de abril de 2013, Fox adiado a data de lançamento a 28 de junho de 2013. O filme teve a sua estreia mundial em Nova York em 23 de junho de 2013.

### Bilheteria
The Heat ganhou 39,115,043 nos mercados norte-americanos durante a sua semana de estréia. O filme arrecadou 159,582,188 no mercado nacional e 70,348,583 internacionalmente para um total mundial de 229,930,771. The Heat foi um sucesso de bilheteria (a partir de um orçamento de cerca de 43 milhões) e também estava atualmente sendo a comédia 2013 de maior bilheteria até We're the Millers com 269,994,119.

### Resposta da crítica
O filme recebeu críticas positivas dos críticos. Rotten Tomatoes dá ao filme uma pontuação de 65%, com base em comentários de 165 comentários. Consenso do site é: "The Heat é previsível, mas Melissa McCarthy é confiávelmente engraçada e Sandra Bullock revela um papel capaz." Metacritic, que atribui uma pontuação média ponderada de 100 a opiniões de críticos convencionais, que dá ao filme um pontuação de 60 em 100 com base em 37 comentários, significando críticas mistas ou favoráveis.

### Home Media
The Heat foi lançado em DVD e Blu-ray Disc em 15 de outubro de 2013. O Blu-ray apresenta uma versão censurada do filme, juntamente com vários comentários em áudio: um com McCarthy e diretor Feig, um com os atores que retratam a família Mullins, e um com a tripulação do Mystery Science Theater 3000 original.